# Place de Jelnino
 (juillet 2023).
La place de Jelnino (Желнинская площадь) est une place de la ville de Dzerjinsk (Russie). Elle se trouve à la limite de l'arrondissement de l'Ouest de la ville.

## Histoire
Cette place est située à la limite de l'arrondissement de l'Ouest de la ville de Dzerjinsk dans l'oblast de Nijni Novgorod. Elle est sise à l'intersection de l'avenue Tsiolkovski et de l'avenue Sverdlov. Elle doit son nom au village de Jelnino et à la voie reliant le village à l'usine Iakov Sverdlov. C'est ici que se trouvent les terminus et les débuts de lignes d'autobus et de certains taxis collectifs. Près de la place, l'on remarque un marché, des magasins, des pharmacies.

## Édifices
- Hôpital des vétérans et invalides de guerre Samarine: il est implanté à l'angle ouest de l'avenue Tsiolkovski[2].